# Arôme de Lyon
De Arôme de Lyon is een Franse kaas. De kaas wordt zoals de naam al doet vermoeden gemaakt in de streek rond Lyon. Andere namen die ook voor de kaas gehanteerd worden zijn: Arôme lyonnais of Arôme de gêne de marc.
De kaas wordt over het algemeen van koemelk gemaakt (een heel enkele keer van geitenmelk). De kaas wordt na het stremmen en het in eerste instantie uit laten lekken te drogen gelegd in witte wijn of in de druivenresten die overblijven bij het wijnmaken (de marc). Zo blijven de kaasjes 3-4 weken rijpen. Daartoe worden de kaasjes in houten kisten of in eiken vaten opgeslagen.
De kaas die geproduceerd wordt is een zachte kaas, met een geprononceerde smaak. De Franse kaashandelaren laten vervolgens de kazen eventueel nog verder rijpen, al naargelang de wensen van hun clientèle.